# When I Was Your Man
〈When I Was Your Man〉은 미국의 가수이자 작곡가인 브루노 마스의 두 번째 스튜디오 음반인 《Unorthodox Jukebox》 (2012년)에 수록된 노래이다. 애틀랜틱 레코드는 이 노래를 2013년 1월 15일 미국의 주류 라디오에서 가져온 세 번째 홍보 싱글과 두 번째 공식 싱글로 발표했다. 〈When I Was Your Man〉은 마스, 필립 로렌스, 아리 레빈 및 앤드루 와이어트가 작곡했다. 이전 세 명은 스미징턴스라는 이름으로 트랙을 제작했다. 이 트랙은 마스가 그의 여자친구 제시카 카반을 잃는 것에 대해 걱정했을 때 영감을 받았다.
이 팝 곡은 마스가 연인을 떠나보냄으로써 느낀 비통함과 후회를 묘사하는 가사가 있는 감성적인 피아노 발라드이며, 그녀의 새로운 남자가 그가 제공하지 못한 모든 사랑과 관심을 그녀에게 줄 것이라는 희망을 표현했다. 이 곡은 마스의 노래와 유일한 악기로 피아노 반주가 특징이다. 〈When I Was Your Man〉은 일반적으로 "취약하고 감성적인 발라드"라고 부르며 마스의 보컬 실력을 칭찬한 음악 비평가들로부터 대부분 긍정적인 평가를 받았다. 〈When I Was Your Man〉은 미국 빌보드 핫 100 싱글 차트에서 1위를 차지했고, 오스트레일리아, 캐나다, 덴마크, 아일랜드, 네덜란드, 뉴질랜드 및 영국의 싱글 차트에서 상위 10위에 올랐다. 이 곡은 미국 음반 산업 협회에 의해 11배 플래티넘 인증을 받은 것은 물론 오스트레일리아 음반 산업 협회에 의해 6배 플래티넘, 뮤직 캐나다에 의해 9배 플래티넘 인증을 받았습니다. 〈When I Was Your Man〉은 830만 장의 판매량을 기록하며 2013년 세계에서 8번째로 많이 팔린 디지털 싱글이다.

## 제작
그 음반을 작업하는 동안, 브루노 마스는 "저는 다시는 다른 발라드를 부르지 않을 것이라고 말했지만, 그것은 제가 지금까지 불렀던 것 중 가장 정직하고, 진짜입니다"라고 말한다. "안전한 내기가 없을 때, 그때가 제 피가 움직이는 것을 느낄 때입니다." 그는 또한 그의 트위터 계정을 통해 《Unorthodox Jukebox》의 커버 아트 사진을 올렸을 때 이 노래의 가사가 그에게 얼마나 중요한지 공유했다. "곧 여러분은 〈When I Was Your Man〉이라는 제가 쓴 노래를 듣게 될 것입니다. 저는 이렇게 긴장한 적이 없습니다. 설명할 수 없습니다."라고 그가 트위터에 올렸다. 필립 로렌스는 그 노래의 영감을 설명했다. "저는 브루노와 저는 둘 다 빌리 조엘과 엘튼 존과 같은 오래된 음악의 엄청난 팬이라고 생각합니다. 우리는 항상 여러분이 피아노 앞에 앉아서 감정을 자극할 수 있는 그 순간들을 사랑했습니다. 아티스트가 매우 벌거벗고 연약한 그 친밀한 순간들, 여러분은 그것에 끌릴 수 밖에 없습니다. 우리는 항상 그렇게 벗겨진 노래를 찾기를 원했고, 그것이 그 노래가 된 방식입니다. 주제는 실제 생활이었고, 브루노는 그것을 경험했기 때문에, 우리는 우리가 할 수 있는 가장 최고의 그리고 기억할 수 있는 방식으로 그것을 말하려고 노력했습니다."

## 상업적 성과

### 국제
〈When I Was Your Man〉은 영국에서 2위로 정점을 찍었고, 영국 축음기 협회에 의해 세 번의 플래티넘 인증을 받았다. 덴마크 싱글 차트에서 이 싱글은 2013년 2월 15일 23위로 데뷔했고, 2013년 3월 8일과 3월 22일에 4위로 최고점을 찍었다. 이 곡은 IFPI 덴마크에 의해 3,600,000개의 스트림을 나타내며 더블 플래티넘 인증을 받았다. 〈When I Was Your Man〉은 2013년 1월 1일 뉴질랜드 싱글 차트에 26위로 진입했다. 3주 후 이 곡은 최고점인 4위로 2주 연속으로 남아있었다. 이 곡은 리코디드 뮤직 NZ로부터 더블 플래티넘 인증을 받아 30,000장의 판매량을 나타냈다. 오스트레일리아에서 이 곡은 2012년 12월 23일 오스트레일리아 음반 산업 협회 주간 44위로 데뷔했다. 다섯 번째 주에 이 곡은 6위로 정점을 찍었고, 오스트레일리아에서 그의 여섯 번째 톱 10 싱글이 되었다. 이 곡은 오스트레일리아 음반 산업 협회에 의해 여섯 번의 플래티넘 인증을 받았다. 대한민국에서 이 곡은 "인터내셔널 다운로드 차트"에서 7위로 정점을 찍었다. 이 곡은 830만 장의 판매량으로 2013년 8번째로 많이 팔린 디지털 싱글이었다.

## 곡 목록
| #  | 제목                                                       | 재생 시간 |
| -- | ---------------------------------------------------------- | --------- |
| 1. | 〈When I Was Your Man〉                                    | 3:36      |
| 2. | 〈When I Was Your Man〉 (Cazzette's Answering Machine Mix) | 5:04      |

## 인증
| 국가 | 인증         | 판매량/출하량 |
| --- | ------------ | ------------- |
| 오스트레일리아 (ARIA) | 6× 플래티넘  | 420,000       |
| 벨기에 (BEA) | 골드         | 15,000*       |
| 캐나다 (뮤직 캐나다) | 9× 플래티넘  | 720,000       |
| 덴마크 (IFPI Danmark) | 3× 플래티넘  | 270,000       |
| 프랑스 (SNEP) | 골드         | 75,000*       |
| 독일 (BVMI) | 3× 플래티넘  | 900,000       |
| 이탈리아 (FIMI) | 2× 플래티넘  | 100,000       |
| 멕시코 (AMPROFON) | 2× 플래티넘  | 120,000*      |
| 뉴질랜드 (RMNZ) | 2× 플래티넘  | 30,000*       |
| 포르투갈 (AFP) | 3× 플래티넘  | 60,000        |
| 스웨덴 (GLF) | 플래티넘     | 40,000        |
| 스위스 (IFPI 스위스) | 플래티넘     | 30,000^       |
| 영국 (BPI) | 3× 플래티넘  | 1,800,000     |
| 미국 (RIAA) | 11× 플래티넘 | 11,000,000    |
| 스트리밍 |              |               |
| 덴마크 (IFPI Danmark) | 2× 플래티넘  | 3,600,000     |
| *판매량을 기반으로 한 인증 · ^출하량을 기반으로 한 인증 · 판매량+스트리밍을 기반으로 한 인증 · 스트리밍을 기반으로 한 인증 |              |               |